# Till the Sun Turns Black
Albums de Ray LaMontagne
Trouble
(2004)
Till The Sun Turns Black est le 2e album du chanteur et compositeur Ray LaMontagne.

## Liste des titres
1. Be Here Now (6:23)
2. Empty (5:17)
3. Barfly (3:55)
4. Three More Days (3:36)
5. Can I Stay (3:41)
6. You Can Bring Me Flowers (4:12)
7. Gone Away From Me (4:27)
8. Lesson Learned (4:39)
9. Truly, Madly, Deeply (1:52)
10. Till The Sun Turns Black (4:28)
11. Within You (5:43)